# Улица Связи (Зеленогорск)
У́лица Свя́зи — улица в городе Зеленогорске Курортного района Санкт-Петербурга. Проходит от дома 533 по Приморскому шоссе до Красноармейской улицы.
Название появилось в послевоенные годы. Его этимология не разъясняется. Также неизвестно и происхождение почти одноимённой улицы в Зеленогорске — Связной.
Улица Связи застроена частными домами. Но там есть деревянный многоквартирный двухэтажный дом (№ 12), построенный до революции.